# ستارا ریشه
ستارا ریشه (به لاتین: Stará Říše) یک منطقهٔ مسکونی در جمهوری چک است که در ناحیه ییهلاوا واقع شده‌است. ستارا ریشه ۱۷٫۷۸ کیلومتر مربع مساحت و ۶۲۶ نفر جمعیت دارد و ۵۸۷ متر بالاتر از سطح دریا واقع شده‌است.